# 30 gumlang jaew The Series
30 gumlang jaew The Series (30 กำลังแจ๋ว The Series) è una serie televisiva thailandese creata da GMMTV e diretta da Worrawech Danuwong, remake dell'omonima serie thailandese del 2011. Va in onda su GMM One dal 20 novembre 2017, per poi concludersi il 12 febbraio dell'anno successivo.
La serie viene inoltre pubblicata in latecast su Line TV e YouTube.

## Trama
Ja è una donna bellissima che ha tutto ciò che una donna dovrebbe desiderare: una carriera di successo, uno stile di vita festivo e un fidanzato attraente. Nel giorno del suo trentesimo compleanno, Ja scopre che la sua vita perfetta è cambiata quando il suo fidanzato vuole mettere in pausa la loro relazione. Ora, a trent'anni, Ja accetta la sua felice vita da single fino a quando un nuovo ragazzo entra nella sua vita ed ha 7 anni in meno di lei.

## Personaggi e interpreti

### Principali
- Ja, interpretata da Preechaya Pongthananikorn "Ice".
- Por, interpretato da Tanutchai Wijitwongthong "Mond".

### Ricorrenti
- Nop, interpretato da Kavee Tanjararak "Beam".
- Zen, interpretato da Jumpol Adulkittiporn "Off".
- Ann, interpretata da Seo Ji Yeon.
- Cee, interpretata da Savitree Suttichanond "Beau".
- Shiro, interpretato da Leo Saussay.
- Gift, interpretata da Ployshompoo Supasap "Jan".
- Yui, interpretata da Wichayanee Pearklin "Gam".
- Madre di Ja, interpretata da Ornanong Panyawong "Orn".

## Episodi
| Stagione       | Episodi | Prima TV  |
| -------------- | ------- | --------- |
| Prima stagione | 12      | 2017-2018 |

## Colonna sonora
- Worrawech Danuwong - Kaeb wai pheu rak tae ter[3]
- Preechaya Pongthananikorn - Thummai thong rak ter[4]